# 九州朝日放送
九州朝日放送株式会社（きゅうしゅうあさひほうそう、英: KYUSHU ASAHI BROADCASTING CO., LTD.）は、福岡県を放送対象地域とした中波放送（AM放送）事業とテレビジョン放送事業を兼営している特定地上基幹放送事業者。略称はKBC。
なお、2023年4月1日をもって、これまでの九州朝日放送（KBC）がKBCグループホールディングスに社名を変更し、これまでの九州朝日放送が持っていたテレビとラジオの放送事業を準備会社に吸収分割させ、新しい法人としての九州朝日放送が誕生した。
ラジオ部門についてはKBCラジオにも記述。

## 概要
テレビ局のコールサインはJOIF-DTV（福岡 31ch）。2006年12月に日本の地上デジタル放送（JOIF-DTV）を開始した。テレビ放送はANN系列である。テレビ朝日系列（ANN）でかつ（アナログ波において）VHF局であるが、民間放送教育協会（テレビ朝日系UHF局は全局非加盟）には加盟しておらず、別の在福（旧アナログ）VHF局RKB毎日放送が加盟している。リモコンキーIDは地上アナログ放送の親局1chを引き継いだことで、テレビ朝日系列で唯一の「1」。テレビ欄・ラテ欄及び地デジの番組表（Gガイド）には「KBC九州朝日放送」と表記している（「KBCテレビ」と表記する場合もある）。また、2018年4月以降は、テレビ朝日系列フルネット局では唯一、同一法人によってラジオとテレビを兼営している局と化している。
現在の局のPR（マスコット）キャラクターは、創立70周年を記念した、ステーションロゴと共に描かれている、"アルファベットの「K」をモチーフにした生き物"（名称不明だがウサギと似ている動物）を起用。誇れる「九州」の大地から、顔だけをのぞかせている設定。以前のPR（マスコット）キャラクターは同じく創立45周年兼テレビ放送開始40周年とラジオ放送開始45周年として"きょろぱく"を、2代目は2020年東京五輪のマスコットを手掛けた、イラストレーターの谷口亮による"ミセタカ!"を2018年10月1日から2023年3月31日まで、同じくKBC創立65周年兼KBCテレビ放送開始60周年とKBCラジオ放送開始65周年記念の新しいPRキャラクターとして起用していた。
テレビの取材地域は福岡県と、テレビ朝日系列局がない佐賀県。長崎文化放送（NCC）が開局する1990年3月までは長崎県内と山口朝日放送（yab）が開局する1993年9月までは山口県北西部の取材をそれぞれ行っていた。九州・山口、沖縄エリア各局に向けて多数のブロックネット番組を制作しており2022年現在、在福局の中では最も多くの番組を放送している。詳しくは#自社制作番組を参照。
人事は全社規模で行われているので入社してアナウンサーになっても定年までアナウンサーであり続ける人は稀で中途で他部署異動になる場合が多い（※逆に他部署から戻って来てアナウンサーになる人もいる）。アナウンサーの他部署への異動について裁判した事があり「異動は合法」とする判決が確定している。（九州朝日放送事件、最高裁判所第1小法廷判決 平成10年9月10日）

### 放送持株会社化
KBCが掲げている2018年度から2022年度の中期経営計画では、KBCのありたい姿として、「地域とともにあるナンバーワンメディア」として、「地域の人びとに価値ある情報コンテンツを届け続けること」をミッションとしていた。その一方で、メディアを取り巻く環境は大きな変化を続けており、2019年に『アサデス。アプリ』として、それを通じた情報提供を始めたほか、2022年4月からは『アサデス。KBC』のリアルタイム配信を開始した。
このような環境の下、数年間にわたって、「将来にわたって地域から必要とされるメディア」として、「企業としてどうあるべきか」を検討した結果、従来のKBCとしての放送局としての歩みを踏まえながら、「新しい時代にグループ一体で柔軟に対応できる経営システム」として、2022年3月25日に開かれた自社の取締役会で、放送持株会社を決議し、2023年4月1日に放送持株会社への転換という結論に至った。この新たな経営システムを土台にして、「地域ナンバーワンメディア」から、「放送＋αの力で地域の魅力や価値を最大化」を行う、「地域をプロデュースするメディアグループ」への進化を図る。
これまでの九州朝日放送は『KBCグループホールディングス』に社名が変更となり、2022年3月25日に自社の取締役会で、2022年4月1日に発足する準備会社『九州朝日放送分割準備会社株式会社』に、これまでの九州朝日放送が持っているテレビとラジオの放送事業を吸収分割して、2023年4月1日付けで『九州朝日放送株式会社』（2代目法人）に社名を変更した。そして、2023年3月9日をもって総務省は電波監理審議会に諮問して、「諮問のとおり認定することが適当である」という答申を受け、正式に2023年4月1日をもって認定放送持株会社の認定を行うと共に、これまでの九州朝日放送が持っていた「免許人の地位」を新しく設立される九州朝日放送に承継されることになった。それにより全国で11番目、福岡県内の民間放送局で放送持株会社はRKB毎日ホールディングスに続いて2番目となり、テレビ朝日系列ではテレビ朝日ホールディングス、朝日放送グループホールディングスに続いて3番目になった。テレビ・ラジオを分社化した朝日放送グループホールディングスとは異なり、同じ福岡県内のRKB毎日ホールディングスと同様にテレビ放送事業とラジオの放送事業をは分離せず、ラジオ・テレビ兼営局を継続する。放送持株会社化により、ステーションロゴ（前述のマスコットキャラクター含む）と一部のグループ会社名を変更した。

## 本社・支社・支局所在地
本社
福岡県福岡市中央区長浜1丁目1番1号
支社
北九州市、東京都、大阪市に設置。東京支社は築地の朝日新聞東京本社新館（北海道テレビ放送東京支社などが入居するビル）に、大阪支社は中之島フェスティバルタワー（朝日新聞大阪本社、テレビ朝日関西支社などが入居するビル）にそれぞれ入居している。北九州支社は、リバーウォーク北九州内にある朝日新聞西部本社と同居している。

支局佐賀市の朝日新聞佐賀総局に同居する形で設置。以前は発祥地・久留米市にも名残で久留米支社を設けていたが、合理化のため廃止され本社と佐賀支局に機能を振り分けた。また名古屋市にも名古屋支局を設けていたが、大阪支社に機能を統合する形で廃止した。
また、ANNとしての支局をドイツ・ベルリンに設けていた（現在は廃止）。現在は韓国のANNソウル支局（テレビ朝日開設）にKBCから特派員を派遣している。同様に、フランス・パリANN支局（朝日放送テレビ開設）にも特派員を派遣している。
そして、ANN中国総局にも特派員を派遣している。

支社・支局所在地
北九州支社 - 福岡県北九州市小倉北区室町1丁目1番1号 リバーウォーク北九州内 朝日新聞西部本社棟8階
東京支社 - 東京都中央区築地5丁目3番2号 朝日新聞東京本社新館12階
大阪支社 - 大阪府大阪市北区中之島2丁目3番18号 中之島フェスティバルタワー19階
佐賀支局 - 佐賀県佐賀市天神3丁目2番25号 朝日新聞佐賀総局2階

## 沿革

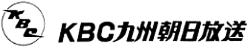
KBCのロゴ
（1954年 - 1988年）

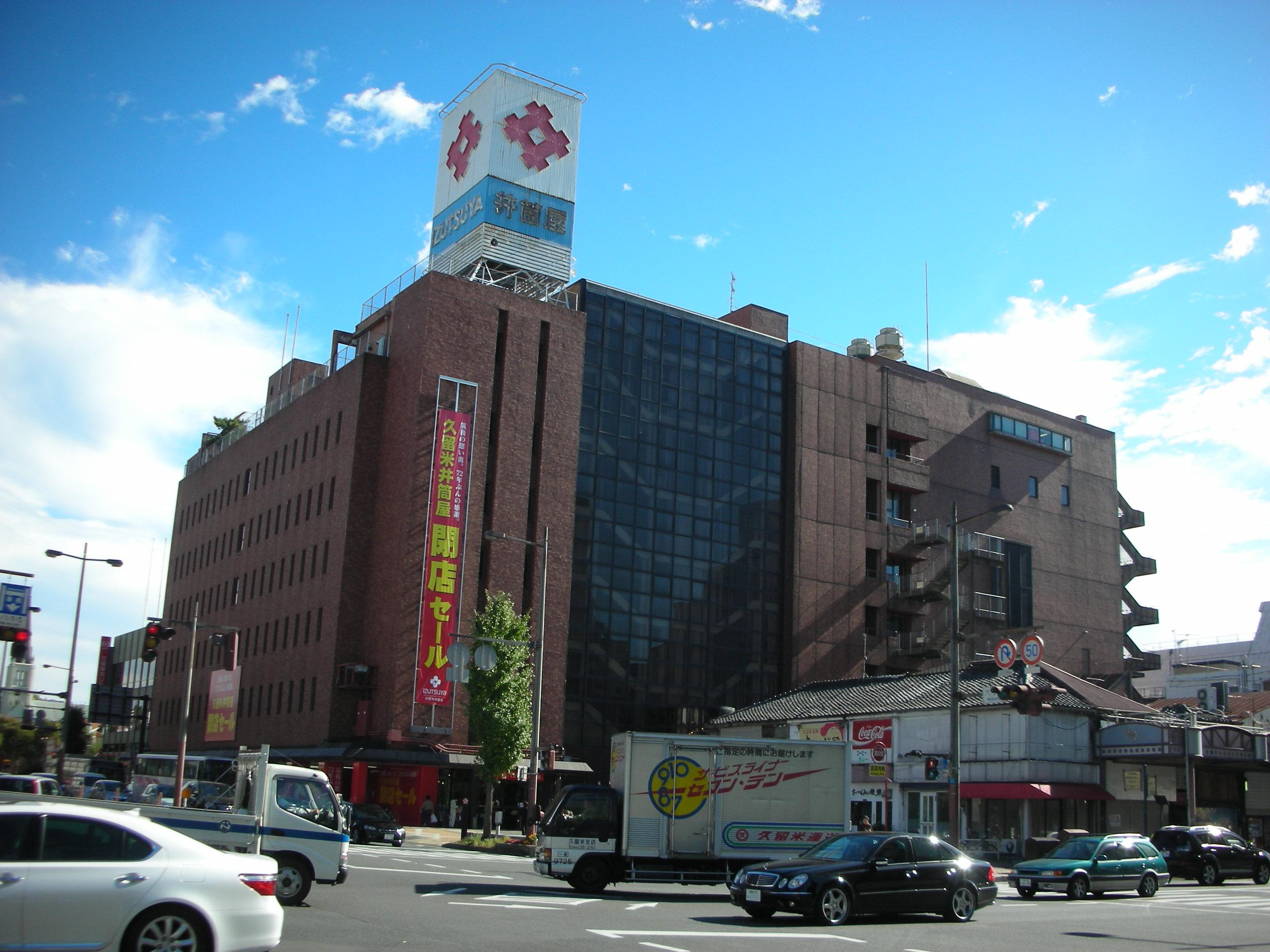
旭屋百貨店（後の久留米井筒屋）
創業から福岡市に移転するまでの一時期、ここに本社・演奏所が置かれていた。現存せず。

- 1951年（昭和26年） - 久留米市に株式会社西日本放送[注釈 4][注釈 5]設立。民間放送第1期として予備免許（呼出符号JOGR[注釈 6]）を取得するが、開設にこぎつけることができず、1952年（昭和27年）1月に予備免許が失効。
- 1953年（昭和28年）
  - 4月4日 - 株式会社西日本放送（久留米）、創立発起人会開催。
  - 4月14日 - 西日本放送、ラジオ放送局（久留米市）の免許申請。
  - 8月18日 - 九州朝日放送株式会社[注釈 7]、創立総会開催。
  - 8月21日 - 九州朝日放送株式会社、設立登記完了。本社は久留米市。
  - 9月2日 - 株式会社西日本放送を九州朝日放送株式会社に商号変更申請。
    - 香川県のラジオ・テレビ局　西日本放送株式会社（RNC：テレビは日本テレビ系列で岡山県もサービスエリア）とは別法人である。

  - 9月4日 - 九州朝日放送に予備免許交付（呼出符号JOIF、周波数1420kc、出力1kW）。
  - 12月25日 - 九州朝日放送に本免許交付。
- 1954年（昭和29年）1月1日 - 全国32番目、福岡で2番目にラジオ放送開始[注釈 8]（演奏所は久留米市日吉町 デパート旭屋屋上、送信所は佐賀県三養基郡旭村儀徳、現在の佐賀県鳥栖市儀徳町[注釈 9]）。
- 1956年（昭和31年）
  - 12月1日 - ラジオ送信所を糟屋郡和白町大字下浜（現・福岡市東区塩浜1丁目）に移転[注釈 10]、出力10kWに増力。
  - 12月25日 - 本社を福岡市東中洲（現・福岡市博多区中洲）花の関ビルに移転。
  - 12月28日 - テレビ放送局免許申請。
- 1957年（昭和32年）
  - 2月27日 - 花の関ビルより放送開始。
  - 10月22日 - テレビ予備免許交付。
- 1958年（昭和33年）7月15日 - 小倉ラジオ放送局開局[注釈 11]（JOIL、800kc、100W、小倉市大字中谷（現・北九州市小倉北区朝日ヶ丘）に設置、1999年10月まで稼動）。
- 1959年（昭和34年）
  - 2月8日 - テレビ開局を機に本社を福岡市中央区長浜1-1-34に移転（現在の新KBCビルの位置）。
  - 3月1日 - テレビ放送開始（JOIF-TV,1ch,映像出力10kW。フジテレビ、毎日放送テレビと同日に開局）。フジテレビ、日本教育テレビ（NET。現在のテレビ朝日）とネットワーク関係を結び、クロスネット局となる。送信所は長浜本社の鉄塔（現存、高さ150m、アンテナ高18.2m）に設置。民放テレビ福岡県第3局、福岡地区第2局。[注釈 12]
  - 6月10日 - 第1回放送番組審議会開催
  - 9月1日 - 大牟田ラジオ実用化試験局開局
  - 10月1日 - 大牟田ラジオ局本免許、開局（JOIM、800kc、40W）
- 1960年（昭和35年）7月15日 - 博多祇園山笠の「追い山」をテレビ初中継し、以来『走れ!山笠』の番組タイトルで毎年放送する。
- 1961年（昭和36年）2月20日 - 行橋ラジオ実用化試験局開局（JO7AB、800kc、50W）
- 1962年（昭和37年）
  - 2月14日 - 八幡市皿倉山（現・北九州市八幡東区内）に北九州テレビ中継所設置（JOIL-TV、2ch、500W。関門地区第3局。TNC福岡放送局と同日に開局。NHK熊本教育テレビと同じチャンネルで混信の可能性があるため、出力を他局の半分とする制限がついた）。
  - 4月16日 - RKB毎日放送と初の共同視聴率調査開始。
  - 10月1日 - 行橋ラジオ局本免許
- 1964年（昭和39年）
  - 8月31日 - 久留米テレビ中継局、（57ch、映像出力 300W） 九千部山に設置。大牟田テレビ中継局、（58ch、映像出力 100W） 甘木山に設置。これにより、筑後地方や佐賀・長崎・熊本の一部でテレビが視聴できるようになる。
  - 10月1日 - フジテレビとNETテレビのクロスネットからNET系列（単独ネット）に変更。NET・MBSとの完全ネットワークとなる。TNCが日本テレビ系列からフジテレビ系列にネットチェンジしたため、TNCで放送されていた「キユーピー3分クッキング」は当局の制作で放送される（1969年（昭和44年）3月31日まで）。
- 1965年（昭和40年）5月3日 - NRNに加盟。
- 1967年（昭和42年）
  - 4月1日 - カラーテレビの本放送を開始（毎日放送と同日同時。キー局であるNETテレビのカラー本放送開始の2日前だった。当初はネット受けのみカラー化。）[注釈 13][8]。
  - 12月23日 - KBC送出テレシネ、CMのカラー放送開始。
- 1968年（昭和43年）
  - 10月 - カラーVTR導入。
  - 11月25日 - カラー中継車導入（大阪より西の民放初）[9]。
- 1969年（昭和44年）
  - 7月19日 - 社屋増築に伴い、本社西側に新館完成（現・KBC会館）
  - 10月1日 - ローカルニュースカラー化。16mmカラーフィルム現像機導入。
- 1970年（昭和45年）
  - 1月1日 - ANNに加盟（ニュース協定自体は1974年（昭和49年）4月1日に締結。）
  - 1月5日 - ラジオ『テレフォン人生相談』放送開始
  - 3月2日 - テレビ・ラジオAPC（自動番組送出装置）火入れ式（東芝製）
  - 5月4日 - テレビスタジオ番組のカラー放送開始。テレビスタジオの照明、スタジオサブ設備をカラー化改修し、カラースタジオカメラを導入。テレビ放送設備のカラー化完成[注釈 14]。
  - 7月16日 - 『オールナイトニッポン』のネット開始するとともに終夜放送開始（日曜を除く）[11]。
- 1972年（昭和47年）3月15日 - 三郡山にテレビ中継固定局設置（福岡〜北九州間のマイクロ中継局）
  - 7月1日 - ラジオ福岡局、50kWに増力。
- 1975年（昭和50年）12月24日 - 『KBCラジオ・チャリティー・ミュージックソン』放送開始。
- 1977年（昭和52年）10月 - ENG機材導入。
- 1978年（昭和53年）11月23日 - 全国中波周波数一斉変更で現行周波数へ[注釈 15]。
- 1979年（昭和54年）4月14日 - 北九州テレビ局1kWに増力、アンテナ指向性を変更。
- 1980年（昭和55年）7月15日 - テレビCMバンクシステム運用開始。
- 1982年（昭和57年）
  - 2月22日 - ラジオマスター更新（NEC製）
  - 3月1日 - テレビマスター更新（東芝製）。これに伴い、音声多重放送を開始（在福民放では4番目）[注釈 16]。
  - 12月 - 1インチVTR導入。
- 1983年（昭和58年）4月 - カラーフィルム現像機廃止、ENGに全面移行。
- 1987年（昭和62年）4月1日 - 本社を現在の社屋（KBCビル）に移転。

- 1988年（昭和63年）
  - 3月7日 - 本社スタジオ棟完成。

KBCのロゴ
（1988年-2023年）

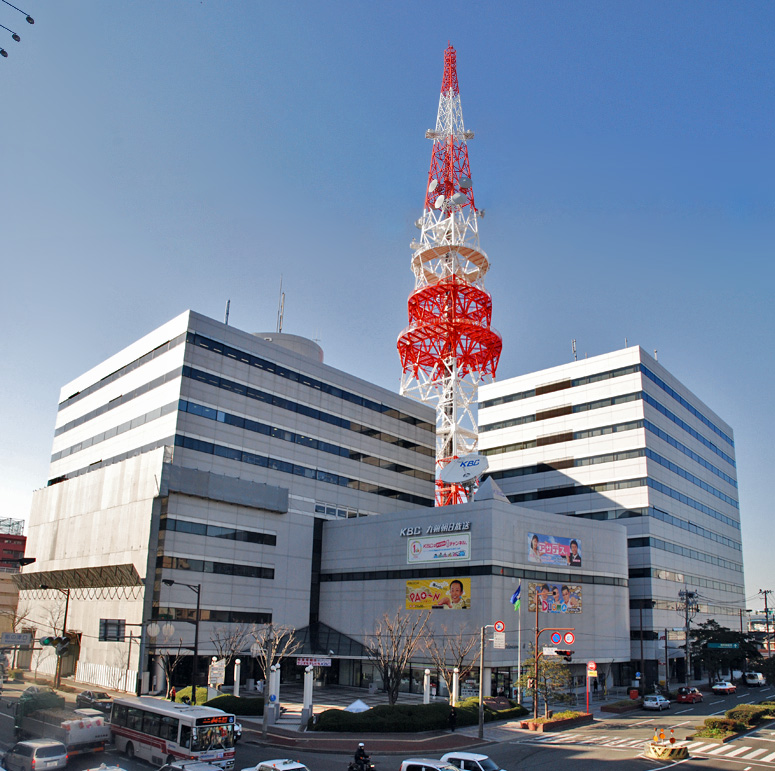
ロゴ変更前の社屋

  - 4月1日 - 「KBC」ロゴ及び社名ロゴ・社旗を変更（同年の8月のKBCオーガスタゴルフトーナメントのCMとID映像はすでに現ロゴであった）。
  - 旧社屋は6月11日に単館上映の映画館「KBCシネマ北天神」が開業し、テレビスタジオ部分も1989年（平成元年）から1997年（平成9年）までディスコ「マハラジャ博多」として営業。2テナントで暫定利用後、「新KBCビル」への建て替え工事のため解体され現存しない。
- 1990年（平成2年）4月10日 - ラジオにおける新編成「KBC-INPAX」開始（1993年（平成5年）3月で終了）
- 1991年（平成3年）3月 - 福岡ラジオ送信所を福岡市東区奈多（現在地）に移転
- 1992年（平成4年）
  - 4月1日 - ラジオでAMステレオ放送開始。
  - 12月6日 - 福岡国際マラソンのテレビ・ラジオ中継放送開始（NHKから移行）。
- 1993年（平成5年）6月14日 - テレビ電波（福岡局1ch）を福岡タワーから送信開始。
- 1995年（平成7年）12月 - テレビ・ラジオマスターを現社屋に移設、更新
- 1996年（平成8年）4月1日 - テレビ24時間放送「KBCノンストップTV24」開始（日曜深夜から月曜未明を除く）。
- 1997年（平成9年）11月1日 - 文字多重放送、データ多重放送開始。
- 1999年（平成11年）
  - 4月1日 - この日をもって月曜 - 木曜深夜のテレビ終夜放送を中止[注釈 17]。
  - 11月1日 - 旧本社棟跡地にテナントビル「新KBCビル」開業。
  - 旧本社棟に入居していた「KBCシネマ北天神」は、2000年（平成12年）に新KBCビル向かいの敷地に「KBCシネマ1・2」 - ウェイバックマシン（2004年3月3日アーカイブ分）として再オープン。
- 2004年（平成16年）10月 - 社史「九州朝日放送50年史」刊行
- 2005年（平成17年）
  - 3月20日 - 福岡県西方沖地震が発生。本社鉄塔に設置していたアナログテレビ送信アンテナが曲がる。送信所を福岡タワーに移転後も予備送信所としていたが、後にアンテナを撤去。
  - 8月 - 本社ビル1階に、PR展示スペースと喫茶店を備えた「Latte」がオープン。
- 2006年（平成18年）
  - 6月12日 - 地上デジタルテレビ放送試験放送開始。
  - 12月1日 - 地上デジタルテレビ放送本放送開始（コールサイン：JOIF-DTV）。
- 2007年（平成19年）4月1日 - 当日深夜の放送終了をもって15年間にわたって放送してきたラジオのAMステレオ放送を終了。
- 2010年（平成22年）3月29日 - 地上アナログ放送におけるKBC自社送出番組において、地上デジタルテレビ放送への1本化準備のため、レターボックス16:9サイズ（デジタル放送のハイビジョン画質と同サイズ）での放送を開始。（7月5日よりNHK・日本民間放送連盟の申し合わせにより一部のコマーシャルを除く全番組でレターボックス16:9の放送に移行する）
- 2011年（平成23年）7月24日 - アナログテレビジョン放送終了。
- 2013年（平成25年）
  - 2月26日 - 響ラジオ放送所（北九州市若松区響町、面積約12,000m2）に於いて、日本の民間放送局に於いて初の本格的な太陽光発電設備が稼働を開始する（出力：730kW）[12]。
  - 5月12日 - 県内の民放ラジオ局では初となる完全24時間放送を開始。（月1回のみ）
- 2015年（平成27年）9月2日 - RKBラジオとともにFM補完中継局の予備免許を受ける[13]。
- 2016年（平成28年）3月28日 - FM補完中継局の本放送開始[14]。なお、このFM開局を記念し、RKBラジオと共同制作で『熱ラジ!』を2局同時生放送[15]。
- 2016年（平成28年）4月16日 - 月曜から木曜深夜のテレビの終夜放送を再開[注釈 18]。
- 2023年（令和5年）
  - 4月1日 - 認定放送持株会社に移行し、これに伴い、現在の（旧）九州朝日放送株式会社は『KBCグループホールディングス株式会社』に商号を変更、2022年（令和4年）4月1日に発足する準備会社『九州朝日放送分割準備会社株式会社』に、現在の九州朝日放送株式会社が持っているテレビとラジオの放送事業を吸収分割して、この日に（新）九州朝日放送株式会社に商号を変更した[7]。
  - 4月4日 - 開局70周年と放送持株会社化を機に新CIを導入しロゴマークを35年ぶりに一新。同時にブランドコンセプトとして『つくろう、ユニークな未来。』を制定[16]。『KBCテレビ』と『KBCラジオ』の通称を『KBC TV』と『KBC RADIO』に変更。ただしイベント告知CMや朝まで生テレビ!のネット局テロップに使われる和文ロゴは当面従来のロゴを継続使用する。
- FM転換を見据えた総務省実証実験としてAM停波による社会的影響を検証するため、2024年2月5日～2025年1月31日までの期間、行橋AMラジオ中継局を停波。FM、またはワイドFM放送で代替放送を行う[17][18][19]。
- 2024年（令和6年）6月30日 - 九州朝日放送を含む福岡県内民放4局（RKB毎日放送、テレビ西日本、福岡放送）と、災害対策基本法2条5号に定められる指定公共機関の指定を受けている日本放送協会（NHK）の福岡放送局及び広島放送局との間で、災害報道に関する覚書を締結[20][21][22]。

### テレビ視聴率
- 1980年（昭和55年）、RKB毎日放送からプライムタイム首位の座を奪い、開局以来のプライム首位を獲得した[23]
- 1981年（昭和56年）、同じくRKB毎日放送からゴールデンタイム首位の座を奪い、開局以来のゴールデン首位を獲得した。[23]。
- 1984年（昭和59年）、開局以来初めて全日視聴率で首位を獲得し、こちらも開局以来初の視聴率三冠を獲得した[23]。
- 2005年（平成17年）、年間視聴率、および年度視聴率でゴールデン、並びにプライムで首位を獲得（二冠）。
- 2009年（平成21年）、年間視聴率、および年度視聴率で全日、ゴールデン、プライムで首位を獲得（三冠）[24][注釈 19]。
- 2010年（平成22年）、年間視聴率、および年度視聴率でゴールデン、並びにプライムで首位を獲得（二冠）[26][27]。
- 2011年（平成23年）、年間視聴率、および年度視聴率で全日、ゴールデン、プライムで首位を獲得（三冠）[注釈 20][29]。
- 2012年（平成24年）、年間視聴率、および年度視聴率で全日、ゴールデン、プライムで首位を獲得（三冠）[30][31]。
- 2013年（平成25年）、年間視聴率、および年度視聴率でゴールデン、並びにプライムで首位を獲得（二冠）[32][33]。
- 2020年（令和2年）、年間視聴率、上半期（4月～6月）の世帯視聴率で全日、プライム、ノンプライムで首位を獲得（三冠）[34]。
- 2020年（令和2年）、年度視聴率、上期（4月～9月）の個人全体視聴率で全日、ノンプライムで首位を獲得（二冠）。世帯視聴率でも全日、プライム、ノンプライムで首位を獲得（三冠）[35]。
- 2021年（令和3年）、年間視聴率、および年度視聴率の個人全体視聴率で全日、ノンプライムで首位を獲得（二冠）。世帯視聴率でも全日、プライム、ノンプライムで首位を獲得（三冠）[36][37]。
- 2022年（令和4年）、年間視聴率の個人全体視聴率で全日、ノンプライムで首位を獲得（二冠）。世帯視聴率でも全日、ノンプライムで首位を獲得（二冠）[38]。
- 2022年（令和4年）、年度視聴率の個人全体視聴率で全日、ノンプライムで首位を獲得（二冠）。世帯視聴率では全日、プライム、ノンプライムで首位を獲得（三冠）[39]。
- 2023年（令和5年）、年間視聴率の個人全体視聴率で全日、ノンプライムで首位を獲得（二冠）。世帯視聴率では全日・プライム・ノンプライムで首位を獲得（三冠）[40]
- 2024年（令和6年）、年間視聴率の個人全体視聴率で全日、ノンプライムで首位を獲得（二冠）。世帯視聴率では全日・プライム・ノンプライムで首位を獲得（三冠）[41]

## ネットワークの変遷

### テレビ
- 1959年（昭和34年）3月1日 - 福岡県福岡市（西部地区）でテレビ放送開始。NET及びフジテレビとネットを組む。この時点でのNETの番組は、一般+教育番組ネットであった。
- 1961年（昭和36年）4月1日 - NETの教育番組をRKBへ移行、以来一般番組のみのネットとなる[注釈 21]。
- 1962年（昭和37年）2月14日 - 八幡市でテレビ放送開始。ネットは変わらず。
- 1964年（昭和39年）10月1日 - テレビ西日本が日本テレビ系列からフジテレビ系列にネットチェンジしたことに伴い、NETフルネット局へ移行[注釈 22]。代わりに、テレビ西日本から日本テレビ系列の番組の一部が移行する。フジテレビから、「本日をもってテレビ西日本へネットを開始し当局でのネットを打ち切る」との通告を受け、フジテレビ系番組がTNCへ移行、フジサンケイグループからの出資・役員派遣を解消。
- 1969年（昭和44年）4月1日 - 福岡放送の開局で、最後まで残っていた日本テレビ系番組がFBSへ移行。これによりNET完全ネットとなる。
- 1970年（昭和45年）1月1日 - この日発足したANNに加盟
- 1975年（昭和50年）3月31日 - 近畿広域圏の腸捻転解消により、ANNの準キー局が、毎日放送から朝日放送テレビへ変更。RKB毎日放送と関西発全国ネット番組を交換した[注釈 23]。
- 1991年（平成3年） 4月1日 - TVQ（TXN九州）の開局で、テレビ東京系番組がTVQへ移行。

開局後間もない1959年（昭和34年）6月、フジテレビ、東海テレビ、関西テレビの各局とネットワーク協力体制に調印。基本番組編成はフジテレビ系列をメインとすることとなった。このため、鹿内信隆・水野成夫も重役として名を連ねていた。福岡局の免許申請時に競願していた「九州テレビジョン放送（九州テレビ）」と一本化した際に九州テレビに出資していた昭和自動車・産経新聞社等の資本が合流した経緯からである。
一方、ニュースについては朝日新聞社との関係からNETニュースだけを放送して、朝日テレビニュース社が制作する『NETニュース　朝日新聞制作』を『KBCニュース』のタイトルに差し替えて放送した。NETテレビからはニュースと共に学校放送をネットしたが、1961年（昭和36年）に番組内容の改善を巡って、NETと対立。ネットを打ち切り、学校放送はRKBへ移行した。一般番組のネットが途切れる事はなく、概ね フジ系が70%：NET系が30%の比率で編成していた。
フジテレビ側はKBCに対して、ニュースもネットするように再三申し入れ、『ニュース対談』だけの1本のみネットが通ったが、朝日新聞社との関係を考えるとこれ以上の枠増は望めない状況であった。フジテレビは日本テレビとの関係が悪化したテレビ西日本に接触。好感触を得るとKBCとのネットそのものを見直し、1963年（昭和38年）にKBCの木曜20時枠がNETテレビとの同時ネット枠だったことを突いて、TNCに『三匹の侍』の同時ネットを要請。TNCは日本テレビの抵抗を押し切り、要請を受諾した。
1964年（昭和39年）、「KBCとの関係は良好だが朝日新聞主導なので、フジテレビが主導権を握るのは難しく、TNCと組む方がフジテレビの将来にとって益が大きい」との水野の判断から、KBCに対してネット打ち切りを通告。
窮地に陥ったKBCの比佐友香社長（当時）は朝日新聞社の広岡知男代表取締役（当時）に支援を要請。KBC社内では日本テレビと組む（事実上のテレビ西日本とのネット交換）か、NETフルネットにするかの議論があったが、ここで広岡は比佐に対して、NETとフルネットをするように勧奨。渋る比佐に対して、広岡はKBCの業績が低下した場合はNETに営業保証を行わせ、それでもKBCの業績が悪化した場合は朝日新聞社が責任を取ると約束した。これで比佐はKBCのNETフルネットを決断。1964年（昭和39年）10月編成より学校放送を除くNETの番組がKBCで放送することとなった。
TVQが開局するまでは東京12チャンネル → テレビ東京の番組を放送した（『アイドル伝説えり子』（テレビせとうち制作。半年で打ち切り後にTVQ九州放送で放送）『大竹まことのただいまPCランド』など）。

### ラジオ
KBCラジオ#ネットワークの変遷を参照

## 局データ
局名、周波数、コールサインおよび出力は次の通り。

### テレビ
- コールサイン - JOIF-DTV

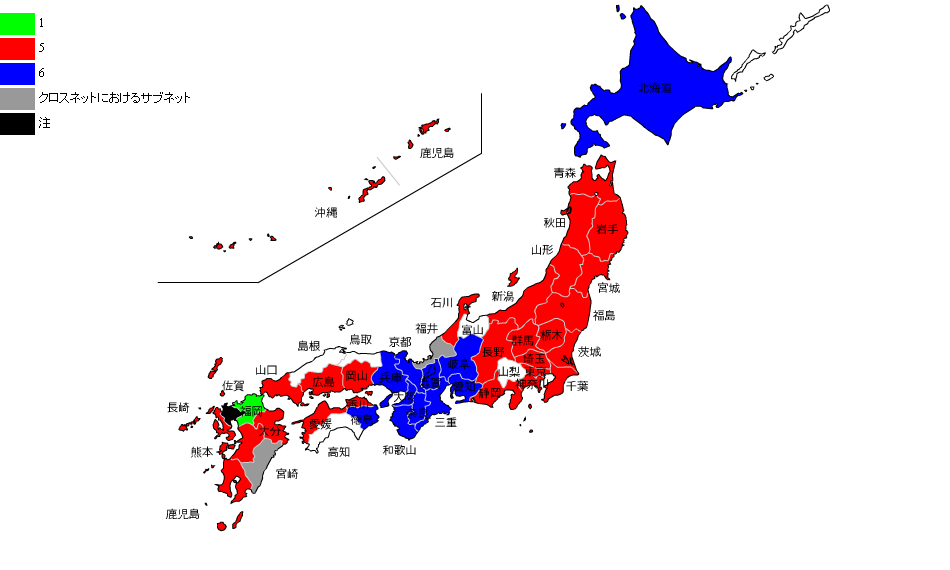
ANN系列のリモコンキーID地図

- コールネーム -  きゅうしゅうあさひほうそうデジタルテレビジョン（福岡局以外は北九州局も含め全て中継局扱い）
- リモコンキーID - 1
- テレビ朝日系列の地上デジタル放送のリモコンキーIDは、原則として「5」になっているが、前述の通り、KBCはテレビ朝日系列では唯一の「1」である。KBCの「1」は、かつての福岡地区（福岡タワー送信所）のアナログ放送の親局で使われたチャンネル番号「1」に由来する。テレビ朝日系列でかつてのアナログ放送の親局のチャンネルと同じリモコンキーIDを使うのは「1」の本局と、本局の準キー局の「6」の朝日放送テレビ（ABCテレビ）だけである。この他に、本局のキー局・テレビ朝日を含めた系列フルネット20局のリモコンキーIDは「5」で統一されている。一方で大半のテレビ朝日系列のフルネット局で使われる「5」を使用していない局のは本局と準キー局のABCテレビのほかに、中京広域圏の名古屋テレビ放送（NBN・メ〜テレ）と北海道の北海道テレビ放送（HTB）の2局のみで、先発の他系列局（それぞれTBSテレビ系列のCBCテレビ（CBC）と日本テレビ系列の札幌テレビ放送（STV））がいずれもかつてのアナログ放送の親局チャンネルと同じ「5」を踏襲したため、いずれも準キー局のABCテレビに合わせて「6」を採った[注釈 24]。更に九州地方の民放テレビ局でリモコンキーID「1」を使うのは、本局と鹿児島県の南日本放送（MBC・TBSテレビ系列。鹿児島送信所1ch）の2局だけである。この結果「5」は空き番号となり、日本テレビ系列の福岡放送（FBS）に割り当てられた（「4」は原則として本来日本テレビ系列の番号だが、福岡県では先に開局したTBSテレビ系列のRKB毎日放送（RKB）が福岡地区のアナログ放送親局のチャンネル及びRKBの準キー局の毎日放送（MBS）のアナログ放送親局のチャンネルと同じ「4」〈生駒山送信所4ch〉を使うことに加え、本局も前述の通り「1」を使うため、STVと同じ「5」を選択した）。このため、本来NHK総合テレビ（NHK総合）のリモコンキーIDは原則として大半の地域で「1」を使うが、上述の通り本局が同番号を取得したため、NHK福岡放送局とNHK北九州放送局のNHK総合のリモコンキーIDはかつてのNHK福岡局のアナログ放送の親局のチャンネルと同じ「3」になっている（かつてのアナログ放送の親局のチャンネル「6」だったNHK北九州局は前者に合わせて「3」となった）。また隣接各県で「1」は軒並みNHK総合テレビで使われるため、特に本局視聴者が多い山口県・佐賀県でKBCを越境視聴する場合は3桁が01*-1としてリモコン「6」に設定される。

- 福岡局　31ch 3kW（福岡タワー）[43]
- 北九州局　31ch 1kW（皿倉山、2007年1月22日までは10Wで運用）
- 久留米局　31ch 30W（九千部山、2007年1月14日までは3Wで運用）

在福他局と異なり上記3局が2006年12月1日一斉開始（最後発）。
- 大牟田局　31ch 10W（甘木山、当初は1Wで運用）2007年6月1日本放送開始
- 糸島局　31ch 30W（可也山・垂直偏波）
- 行橋局　31ch 10W（大坂山・垂直偏波）
- 宗像局　23ch 21W（許斐山）
- 黒木局　15ch 1W（女郎山、2008年7月1日本放送開始）
- 須恵局　31ch 1W（岳城山、2008年7月1日本放送開始）

出典

#### アナログ
2011年7月24日停波時点
- 福岡局　1ch 10kW JOIF-TV（福岡タワー）
- 北九州局　2ch 1kW（1979年4月14日-、それまではD500Wだった） JOIL-TV（皿倉山）
- 久留米局　57ch 300W（九千部山）
- 行橋局　57ch 100W（大坂山・垂直偏波）
- 大牟田局　58ch 100W（甘木山）

### ラジオ
KBCラジオ#データを参照

## スタジオ

### テレビ
- Lスタジオ（1階・120坪） アサデス。KBC / 7 / GOLD、ぎゅっと、水と緑の物語、中継番組（プロ野球、福岡国際マラソンなど）の受けサブ
- ニューススタジオ（3階・40坪） 定時ニュース、地元応援live Wish+

### ラジオ
KBCラジオ#スタジオを参照

### 共通
- 1Fロビーから、よくばりミルキィ（テレビ ※2015年9月終了。）、ラジオチャリティーミュージックソンなどを放送する

## ケーブルテレビ再送信局
以下のケーブルテレビではテレビ放送を再送信している。なおテレビ放送のデジタル転換により、地元にテレビ朝日系の局がある地域を中心に順次再送信が取り止められることになっていた。デジタル放送再送信では佐賀県が特例地域として位置付けてあるため、KBC側が地上デジタル放送においての区域外再放送に同意した。地上デジタル放送は日本民間放送連盟が区域外再放送を禁止していることから特例地域以外への再送信は原則不可であった。
山口県では「ケーブルネット下関」の他、過去にはKビジョン・シティーケーブル周南・萩ケーブルネットワーク（HCN）・ほっちゃテレビ、山口ケーブルビジョン（C-able）でもKBCの再送信を行っていたが、系列局の山口朝日放送（yab）からKBCに対し山口県向けの再送信を認めないようにするという要請があったため、同県内のケーブルテレビ局におけるKBCの再送信はデジタル再送信を行っている「ケーブルネット下関」を除いて2011年（平成23年）7月24日のアナログ放送終了と共に再送信も終了となった。なお「山口ケーブルビジョン」のKBCデジタル再送信が2011年（平成23年）6月に同意すべきとの総務大臣裁定が出されているものの、実現には至っていない。
大分県では2008年（平成20年）7月、KBCはRKB・TNC・FBSと共に同県内のケーブルテレビ事業者（大分ケーブルテレコム・大分ケーブルネットワーク・CTBメディア・ケーブルテレビ佐伯の各4社）に対して地上デジタル放送の区域外再放送を同意したが、CTBメディアが再放送継続協議が整わず2015年（平成27年）2月2日早朝に区域外再放送を終了。他の3局も同じく再放送継続協議が整わず2016年（平成28年）3月31日に区域外再放送を終了した。（なお同様にRKB毎日放送も再放送を終了したが、テレビ大分がクロスネット局であり、一部視聴できない番組があることを踏まえ、引き続き福岡放送・テレビ西日本・TVQ九州放送の再放送は行われている）。余談だが、大分県には系列局（大分朝日放送（OAB））がある。
長崎県では地域によって対応が分かれ、紆余曲折を経て有明海沿岸・壱岐・対馬の各業者が再送信を実施している。余談だが、長崎県にも系列局（長崎文化放送（NCC））がある。
※太字はデジタル波再送信実施局
- 山口県
  - ケーブルネット下関（J:COM 下関）※パススルー方式でデジタル波再送信中（2009年（平成21年）9月開始）
- 佐賀県 ※以下の佐賀県内の全ての局が佐賀デジタルネットワーク社（佐賀シティビジョン社に設置）より配信を受ける形となっている。
  - 佐賀シティビジョン（ぶんぶんテレビ）
  - 伊万里ケーブルテレビジョン
  - CRCCメディア（くーみんブロードバンド）
  - 唐津ケーブルテレビジョン
  - 西海テレビ
  - 有田ケーブル・ネットワーク
  - ケーブルワン
  - 多久ケーブルテレビ
  - テレビ九州
  - 藤津ケーブルビジョン
  - ネット鹿島
  - ネットフォー
  - 唐津市浜玉ケーブルネットワーク
- 長崎県
  - ケーブルテレビジョン島原（カボチャテレビ）
  - 諫早ケーブルテレビジョン放送（サンSUNテレビ）※パススルー方式でデジタル波再送信中（2009年（平成21年）8月1日開始）
  - 対馬市CATV
  - 壱岐市ケーブルテレビ （2011年（平成23年）4月1日開局）※2011年（平成23年）4月1日再送信開始
  - 西九州電設（ひまわりテレビ） （2012年（平成24年）2月1日開始）
- 大分県
  - KCVコミュニケーションズ（日田）※パススルー方式でデジタル波再送信中
  - 豊後高田市ケーブルネットワーク施設※パススルー方式でデジタル波再送信中
  - 姫島村ケーブルテレビ（ケーブルテレビ姫島）
  - 北大ケーブル情報センター（中津）
  - 玖珠テレビ組合

## テレビ番組
ラジオ番組についてはKBCラジオ#現在放送中の番組に記述

### 自社制作番組
九州・沖縄・山口のANN系列局に向けて放送するブロックネットのテレビ番組を数多く制作している。
もともとKBCは開局当初からエリア外取材に積極的で、また、1980年代まではテレビ朝日系列局（フルネット局）が九州他県になかったことから、高速道路網が未整備だった時代でも佐賀や熊本、大分、長崎などまで遠征してニュース取材に出向いていた。KBCアーカイブスでは福岡県内のニュースに混じって各県のニュース映像も見ることができる。
制作だけでなく他の九州の系列局に対し人的支援もしており、開局時の応援社員や、KBCから幹部社員が出向しているケースがある。また、九州・山口のANN系列局の福岡支社はほとんどがKBC社屋に隣接する「KBCビル」にあり、支社長もKBCから出向していることがある。
そのほか、台風が接近した時などには、KBCが中心となって九州・山口の系列局を結んで「ANN九州山口 報道特別番組」といったタイトルで放送することが多い。
毎年年末にスーパーJチャンネル九州・沖縄SPを16:50 - 17:53と18:15 - 18:50まで放送（2017年時、情報。）
※印は、九州朝日放送をキー局として、九州・山口・沖縄エリアにある以下のANN系列各局で放送している番組であるが、狭義の九州に含まれない山口・沖縄や、クロスネット局の宮崎では一部番組のネットを行っていない。
山口朝日放送（yab） / 長崎文化放送（NCC） / 熊本朝日放送（KAB） / 大分朝日放送（OAB） / テレビ宮崎（UMK） / 鹿児島放送（KKB） / 琉球朝日放送（QAB）
その一方で、ラジオ番組では2014年春から『HKT48 ラジオ聴かナイト!』がブロックネット化した他は過去に数本制作された程度である。
報道
- KBC NEWS
- ぎゅっと（月曜 - 金曜 16:48 - 19:00）
  - ミニぎゅっと（火曜 - 木曜 20:54 - 21:00もしくは21:48 - 21:54・日によって休止の場合あり）

情報・ワイドショー
- アサデス。KBC（月曜 - 金曜 6:00 - 8:00）
- アサデス。7（月曜 - 木曜 9:55 - 10:25）※（QAB除く）
- アサデス。GOLD（金曜 9:55 - 10:25）
- カンゲキ!博多座（金曜 10:25 - 10:40）
- 発見!九州スピリット（土曜 22:54 - 23:00）
- ゴックン食べある記（日曜 0:00 - 0:05）
- PAO〜N TV（日曜 2:50 - ）
- 地元応援live Wish+（月曜 - 木曜 13:50 - 14:50）

バラエティ
- バラエティのB（木曜 0:15 - 0:45）
- ぼる部屋（金曜 0:15 - 0:45）※（yab・UMK・QABを除く。一部ANN系列で遅れネット）
- ＃タグるヨル（土曜 0:50 - 1:20）
- HKT青春体育部!（月曜 0:25 - 0:40）
- 前川清の笑顔まんてんタビ好キ（日曜 12:00 - 12:55）※（UMKを除く、UMKは30分版の『ちょっと タビ好キ」を放送している[注釈 27]。別途KBS・SUNでも遅れネット）
  - 30分版『ちょっと タビ好キ』（金曜 10:10 - 10:40）
- 中山秀征の究極ハウス（2016年3月 - 、年1回放送・全国ネット）
- 高校生のじかん（土曜 11:15 - 11:45）

ドラマ
- ドラマ再放送枠（月曜 - 金曜 13:50 - 16:48） - テレビ朝日系ドラマの再放送
- 福岡恋愛白書（3月第4金曜 0:15 - 1:15）

教養・ドキュメンタリー
- 走れ!山笠（毎年7月15日早朝、※UMK・QABを除く）
- 水と緑の物語（7月下旬 - 8月上旬頃）
- STORY 〜未来に残したい ふるさとの風景〜（日曜 17:55 - 18:00）
- 久光製薬PRESENTS のびしろ応援団（土曜 11:30 - 11:45）

スポーツ
- カチタカ! （福岡ソフトバンクホークス戦） - オールスターゲーム・日本シリーズの全国ネット中継はテレビ朝日主導制作（技術面・リアルタイム字幕放送・連動データ放送付加・番組送出も全て担当し、九州朝日放送は制作協力扱いとなる）[注釈 28][注釈 29]で放送する。
- One Heart〜鷹よ強くあれ〜（最終日曜の翌日未明 月曜 1:10 - 1:40）
- KBCオーガスタゴルフトーナメント（8月下旬）
- 福岡マラソン（11月上旬）
- Jリーグ中継（不定期）
- 新生堂薬局presents高校バスケットボールウインターカップ福岡県大会決勝戦（毎年11月3日）
- 福岡国際マラソン（NHK福岡放送局より移行。1992年の第46回大会から2021年の第75回大会まではテレビ朝日が主導の共同制作。運営体制を一新した2022年大会からはテレビ朝日が系列協力扱いとなり、九州朝日放送の単独制作。毎年12月第1日曜）

アニメ・特撮
- ドゲンジャーズシリーズ（毎年4月 - 6月、日曜 10:00 - 10:30（2022年度までと2024年度・2025年度は10:00 - 10:25）、2024年度・2025年度は7月 - 9月）

### ANN系列局制作の時差ネット番組
制作局の表記のない番組はテレビ朝日制作。
- バスケ☆FIVE〜日本バスケ応援宣言〜（月曜 0:55 - 1:10）
- ラブ!!Jリーグ（月曜 1:10 - 1:25、毎月最終日曜の翌日のみ1:40 - 1:55）
- 声優パーク建設計画VR部（月曜 0:40 - 1:10）
- ビートたけしのTVタックル（月曜 14:45 - 15:40）
- しくじり先生 俺みたいになるな!!（火曜 0:50 - 1:20）
- マリーミー!（朝日放送テレビ製作・火曜 1:20 - 1:50）
- GENERATIONS高校TV（水曜 0:50 - 1:55）
- テレメンタリー2023（水曜 1:55 - 2:25）
- 霜降り明星のあてみなげ（静岡朝日テレビ制作、水曜 13:45 - 14:15）
- おぎやはぎのハピキャン 〜キャンプはじめてみました〜（メーテレ製作・木曜 0:50 - 1:20）
- NEWニューヨーク（木曜 1:20 - 1:50）
- 今ちゃんの「実は…」（朝日放送テレビ制作、金曜 10:10 - 11:10）
- かまいガチ（金曜 0:50 - 1:10）
- タモリ倶楽部（金曜 1:10 - 1:40）
- ワールドプロレスリング（金曜 1:40 - 2:10）
- 霜降りバラエティ（土曜 0:20 - 0:50）
- にゅーくりぃむ（土曜 1:20 - 1:40）
- musicる TV（土曜 1:40 - 2:10、『朝まで生テレビ!』〈毎月最終金曜の翌日未明〉放送時は休止）
- Break Out（土曜 2:10 - 2:40、『朝まで生テレビ!』〈毎月最終金曜の翌日未明〉放送時は休止）
- 題名のない音楽会（土曜 9:30 - 10:00・30分先行放送）
- なにわ男子の逆転男子（土曜　10:15 - 10:45・5時間15分先行放送）
- ブイ子のバズっちゃいな!（朝日放送テレビ制作、土曜 10:45 - 11:15）
- ひかくてきファンです!（土曜 11:15 - 11:45）
- 教えて!ニュースライブ 正義のミカタ（朝日放送テレビ製作、土曜13:00 - 14:30、3時間30分遅れ、2025年4月から4年半ぶりのネット再開）
- 探偵!ナイトスクープ（朝日放送テレビ制作、日曜 0:15 - 1:12）
- 僕らは恋がヘタすぎる（朝日放送テレビ制作、日曜 1:12 - 1:40）
- さまぁ〜ず論（日曜 2:10 - 2:30）
- 部活ピーポー全力応援!ブカピ!（朝日放送テレビ制作、日曜 2:30 - 2:50）
- 千鳥の相席食堂（朝日放送テレビ制作、日曜 10:00 - 10:55）
- じゅん散歩（不定期放送）

### 再放送枠
- 前川清の笑顔まんてんタビ好キ（水曜・木曜 14:45 - 15:45）
- ポツンと一軒家（日曜 10:50 - 11:50）

### 過去の主なテレビ番組
ブロックネット番組
- 九州街道ものがたり（2010年終了）
- 未来への羅針盤（2012年3月終了）
- るり色の砂時計[注釈 30]（2012年3月終了）
- スーパーJチャンネル九州・沖縄（2018年3月終了）
- シリタカ!（2019年3月）（ブロックネット枠のみ終了）
- アサデス。九州・山口（2021年3月終了）
- ドォーモ（2021年3月終了）

報道
- KBCニュースフラッシュ
- KBCニュースロータリー
- KBCおはようプラザ
- KBCニュースプラザ（1978年4月10日 - 1989年3月）
- KBCニュース ハーツトゥハーツ（1989年4月 - 1992年9月）
- 土曜エクスプレス
  - ニュース瓦版・九州見聞録
- 土曜もアサデス。（2015年10月3日 - 2018年3月24日）
- KBCニュースピア（1992年10月5日 - 2018年3月30日）
- スーパーJチャンネル九州・沖縄（2000年10月2日 - 2018年3月30日）
- シリタカ!（月曜 - 金曜）（2018年4月2日 -2024年12月20日、2018年4月から2019年3月までは18:15 - 18:25を※（yab・UMKを除く））
  - ちょこっとシリタカ!（火曜 - 木曜）
  - シリタカ!天気（金曜）

情報・ワイドショー
早朝のワイド番組
- モーニングモーニング（1986年4月 - 1998年3月）
- ラジオDEテレビ（1995年4月 - 1996年9月）
- 朝はポレポレ（1998年4月 - 2001年4月）

午前または午後の情報ワイド番組
- ティータイムショー（1967年4月 - 1975年3月、1980年 - 終了年月不明）
- 奥さん!ほっとスタジオ（1975年4月 - 終了年月不明）
- ザ・ろーかる
- KBCワイド90
- テレビ11番街
- 長谷川法世 ときめきポテト
- 天神マンボウ→情報回遊TV うるとらマンボウ（1992年10月 - 2001年3月、2番組通算）

- 気ままにLB
- 週末まるごと! よくばりミルキィ
- サワダデース（月曜 - 木曜 10:45 - 11:40）※祝日は休止
- Touch（月曜 - 木曜 13:45 - 14:40、金曜13:48 - 14:40）

バラエティ
- トニーのど素人天狗ショー→トニーの勝ち抜き天狗ショー（1966年9月 - 1970年3月）（司会：トニー谷 ひよ子提供）
- マキシンの東芝ハレハレ555（1970年4月 - 1975年3月）（司会：牧伸二 東芝提供）[注釈 31]
- 福岡名士劇 - 現：福岡チャリティー歌舞伎。
- 栗之助の釣りランド
- オハコンTV Zooo-
- 週刊!家もん
- V2
- 夢実現プロジェクト（KBC創立50年記念特別番組として2003年度に放送）
- 夜はスッポン（1997年 - 2000年、不定期）
- Mosh!
- パンチヤングFUKUOKA（司会：長沢純 キユーピー提供）
- KBC新人歌謡音楽祭
- 福岡音楽祭・新人登竜門ビッグコンテスト/博多どんたく歌の祭典
- モノ見遊さん〜ここは絶対ハズせない!（金曜 14:06 - 15:00）
- 人生のS暮らす
- AKI'S CAFE
- チャレンジ!FUKUOKA NEXT（福岡市広報番組）
- ナイツが発掘! HIT商品プロデュース - 『ナイツのHIT商品会議室』（チバテレ）の九州版[注釈 32]。
- HKTバラエティー48
- 羽鳥×宮本 福岡好いとぉ
- ドォーモ（火曜 - 土曜 0:20 - 0:50、※yab・UMK・QABを除く）
  - ロンプク☆淳（月曜ドォーモ内〈※2015年9月までは、10:30 - 11:25『増刊号』も放送されていた。毎月最終土曜 10:30 - 11:00→2019年3月までは土曜 12:00 - 12:55〉）

ドラマ
- NET - テレビ朝日・HTB・名古屋テレビ・朝日放送・KSB（当時は香川県の県域局）・UHT（現HOME）と共同で制作に参加したドラマ
  - 徳川三国志（東映京都撮影所制作、幹事局＝NETテレビ。1975.10 - 1976.4）
  - 新・二人の事件簿 暁に駆ける（大映テレビ制作、幹事局＝朝日放送、ここから東日本放送も参加。1976.7 - 1977.3）
  - 海峡物語（テレパック制作、幹事局＝テレビ朝日。1977.4 - 1977.9）
  - お手々つないで（出海企画制作、幹事局＝名古屋テレビ。1977.10 - 1978.3）
  - 東京メグレ警視シリーズ（テレパック制作、幹事局＝朝日放送。1978.4 - 1978.9）
  - 亭主の家出（テレパック制作、幹事局＝九州朝日放送。1978.10 - 1979.3。小林桂樹主演）
- 三都IDOL物語（2016年） - HTB・メ～テレとの共同制作
- トモダチゲーム（2017年） - HTB・メ～テレ及び一部独立局との共同制作

教養・ドキュメンタリー
- 九州街道ものがたり（1990年4月 - 2009年12月）
- キユーピー3分クッキング[注釈 33]
- 未来への羅針盤
- るり色の砂時計
- キラメキNo.1夢をつかめ!九州っ子
- ザ・博多座
- わがまち福岡
- ネットワークふくおか
- ルーツを歩こう（金曜 23:10 - 23:12、※）
- とっても健康らんど（土曜 11:00 - 11:15、※yab・QABを除く）

アニメ
自社製作短編深夜アニメ
- 怪盗レーニャ※KBC初の自社製作アニメ。
- 暗闇三太
- こわぼん
- 博多明太!ぴりからこちゃん

UHFアニメ
- BLACK LAGOON（2006年4月 - 6月）※KBCのUHFアニメ参入は在福局では最後である[注釈 34]。
  - BLACK LAGOON Second Baregge （2006年10月 - 12月）
- スケアクロウマン（UHFアニメ）
- 戦国鳥獣戯画〜甲〜
- SUSHI POLICE
- 球詠
- 白猫プロジェクト ゼロ・クロニクル
- ヒプノシスマイク
- さよなら私のクラマー
- その着せ替え人形は恋をする
- 群青のファンファーレ
- サマータイムレンダ

ミニ番組
- ファームチャレンジキッズファイター
- 今田美桜 Fのミライ
- 輝け!ミライスター!presents 未来の君にエール

### 腸捻転解消でRKBから移行した朝日放送テレビ制作のネット番組
- 夫婦善哉（末期=最後の半年間のみ）
- 新婚さんいらっしゃい!（現在も放送中）
- お笑い花月劇場
- シャボン玉プレゼント
- 必殺シリーズ
- はじめ人間ギャートルズ
- 霊感ヤマカン第六感（1975年10月からKBCでのネットを開始）
- ワイドサタデー（共同制作：山陽放送→瀬戸内海放送・中国放送→広島ホームテレビ・大分放送・四国放送・南海放送・RKB毎日放送→九州朝日放送・宮崎放送）
- ワイドショー・プラスα

### 腸捻転時代に放送していたMBS制作のネット番組
☆の印は、RKBに移行した番組。
- ☆アップダウンクイズ
- ☆オリエンタル⇒グリコがっちり買いまショウ
- ☆皇室アルバム
- ☆真珠の小箱
- ☆野生の王国
- ☆仮面ライダーシリーズ（仮面ライダー）

『仮面ライダーアマゾン』までを放送。KBCでの再放送は『仮面ライダー』（第1作）と『仮面ライダーV3』が86年から87年頃で最後。『仮面ライダーX』は1984年と1990年にRKBで再放送。テレ朝制作の平成以降のシリーズも当局で放送。
- ☆八木治郎ショー
- ☆ちびっこアベック歌合戦（4日遅れの水曜日 19:00 - RKB移行後は同時ネット）
- ☆日曜お笑い劇場（日曜日 10:30 - 11:15枠。腸捻転解消後も1980年代半ばに編成上の都合でRKBから再移行していたが、その後RKBでの放送に戻った）
- ☆生きものばんざい（日曜日 11:15 - 11:45枠。RKB移行後は同時ネット）
- ウィークエンドショー
- ウィークエンドモーニングショー
- ファミリー・クイズ
- クイズ・その手にのるナ!!
- ランデブークイズ・ペアでハッスル
- 明色お笑いゲーム合戦
- おそ松くん
- かみなり坊やピッカリ・ビー
- ファイトだ!!ピュー太
- ジョー90
- まぼろし城
- チャレンジショー
- 佐武と市捕物控（3日遅れの日曜日 18:25 - 18:55枠）
- 魔女はホットなお年頃
- 変身忍者 嵐
- ジャンボーグA（1973年10月からは、4日遅れの水曜日 19:00 - 19:30枠）
- ジャングル黒べえ
- エースをねらえ!（2004年のテレ朝テレビドラマも放送）
- 狼・無頼控
- 昆虫物語 新みなしごハッチ（80年代後半に第1作を放送したTNCで再放送。1989年放送のリメイク版はFBSで放送。2010年公開の劇場版はRKBが製作委員会に参加）
- ジムボタン
- 華麗なる一族（リメイク版はRKBで放送）
- 東リクイズ・イエス・ノー
- ダイビングクイズ
- まんが日本昔ばなし（1976年1月からTBS系番組としてRKBで再開）

ほか。
※なお、『ヤングおー!おー!』は当初NET系時代の3ヶ月間はKBCで放送していたが、東京地区での放送が東京12チャンネルへ移行してから一時打ち切りとなり、福岡での放送再開時に腸捻転時代でありながらRKBへ移行し、腸捻転解消後は正式にTBS系番組となり、引き続き同局で放送していた。

### TVQ開局前に放送していたテレビ東京系の番組
- ドリス・デイショー（土曜 19:30 - 20:00。この為、本来この時間に放送されていた『秘密戦隊ゴレンジャー』は、1976年3月まで水曜 19:00からの遅れネットでの放送だったが、『ドリス・デイショー』終了後の同年4月より同時ネットにて放映）
- ヤンヤン歌うスタジオ → 歌え!アイドルどーむ（土曜 17:00 - 17:55枠 後に15:00 - 16:00枠）
- 演歌の花道（日曜 0:15 - 0:45）
- サイボットロボッチ（土曜日 6:30 - 7:00枠）
- サイクルにっぽん（土曜 8:00 - 8:15枠）[44]
- ハロー!レディリン（土曜 17:00 - 17:30枠 1989年1月7日は17:00 - 17:25枠）
- アイドル伝説えり子（土曜 17:00 - 17:30枠）
- アイドル天使ようこそようこ（土曜 17:00 - 17:30枠）
- 特捜刑事マイアミヴァイス
- 大竹まことのただいま!PCランド（金曜 17:00 - 17:30枠 1990年3月で放送終了。TVQ開局までの1年間は放送なし。）
- 健康クイズ（第1期、第2期はTNCで放送。）
- 大江戸捜査網（杉良太郎主演編のみ。再放送扱い）

### TVQ開局後に放送していたテレビ東京系の番組
- 俺たちのWell歌夢（当時既にTVQは開局していたが、この番組はTVQではなくKBCで放送していた）
- ダッシュ!四駆郎（再放送扱い。本放送はTVQ開局前の1989年で日テレ系のFBSにて放送していた）
- 快傑ズバット（土曜日夕方→日曜日早朝 TVQ開局前後を挟んでの再放送）
- 天地創造デザイン部（2021年7月に放送　テレビ愛知製作委員会参加）

### TNCネットチェンジまで放送していたフジテレビ系の番組
- きょうのプロ野球から→プロ野球ニュース（第1期、1964年まで）
- 鉄腕アトム（モノクロ版）
- 鉄人28号（モノクロ版）
- ザ・ヒットパレード
- スター千一夜（日曜[注釈 35]・月曜・水曜放送）
- 夕方の帯アニメ（月 - 土 18:10 - 18:15枠。フジテレビでは月 - 土 18:55 - 19:00枠）
- ズバリ!当てましょう（第1期）
- 東芝土曜劇場
- サンウエーブ火曜劇場
- ミュージックフェア（最初の1ヶ月間のみ）
- 新春スターかくし芸大会（第1回のみ）
- ニュース対談
- オリンピックショウ 地上最大のクイズ
- フジテレビ系列日曜夜9時枠の連続ドラマ（第1期・関西テレビ制作）
  - 侍
  - 検事
  - 全員降下せよ
- イガグリくん（関西テレビ制作）
- シャープコミカルス・ちゃりんぼ兄弟（関西テレビ制作）

ほか

### FBS開局前に放送していた日本テレビ系の番組
- 1959年の日本シリーズ（TNCと並列）
- 光速エスパー（系列局同様東芝のスポンサードネットで放送）

## 情報カメラ
- 福岡市 - 本社鉄塔に設置。
- 博多駅 - JR博多シティ、福岡朝日ビルに設置。
- 北九州市 - 北九州支社に設置。
- 久留米市 - 久留米リサーチセンタービルに設置。
- 福岡空港 - 国内線ターミナルビルに設置。
- 佐賀空港

## アナウンサー
年は入社年またはアナウンス部在籍期間。○は福岡県出身。※はアナウンス部長経験者。

### 現在

#### 男性
- 1993年 田上和延（総合編成局アナウンス部長、2018年 - 2022年3月まではスポーツ部ディレクターを兼務）
- 1997年 宮本啓丞○
- 2000年 近藤鉄太郎（元テレビ愛媛、2007年1月 - 2012年12月まで報道部所属）
- 2004年 沖繁義（元中国放送）
- 2011年 長岡大雅（総合編成局アナウンス部 副部長）
- 2012年 三澤澄也
- 2015年 居内陽平
- 2018年 和田侑也
- 2022年 小鹿潤
- 2024年 吉田裕喜○

#### 女性
- 1991年 加藤恭子※
- 1996年 平川尚子○（2009年 - 2014年までは番組審議会事務局・テレビ編成部所属）
- 2009年 細谷めぐみ（2012年4月に正社員移行）
- 2014年 山﨑萌絵○
- 2017年 岡田理沙
- 2024年 柴田優子

### 過去

#### 他部署所属
- 1977年 二木清彦（ - 1992年、元専務取締役、KBC UNIE元取締役会長）
- 1984年 西川恵三※（ - 1997年、報道局報道部担当部長）
- 1986年 園田哲也（ - 1997年、KBCメディア元代表取締役社長）
- 1987年 小澤晃（大阪支社長）
- 1989年 巽孝之（ - 2005年、報道局報道部記者）
- 1990年 小林肇（広報部）
- 1991年
  - 秋山仁志（ - 2004年、ラジオ局営業部長）
  - 武内裕之（ - 2014年3月、東京支社営業部 → ラジオ営業部）
- 1992年
  - 影平晶（ - 2008年、報道局報道部）
  - 西村香織（ - 2006年9月、報道情報センター長）
- 1993年 北村純子（ - 2002年9月、イベント事業部  → テレビ編成部）
- 1994年
  - 岡田浩一（大阪支社営業部部長代理、元テレビ山梨）
  - 逸見明正（ - 2016年3月、報道局報道部副部長）
- 1999年 高柳徹（大阪支社営業部）
- 2000年 太田祐輔※（元南日本放送、2013年1月 - 2016年3月は報道部、現解説委員）
- 2001年 小林徹夫（元東北放送、2022年4月までスポーツ部ディレクターを兼務）

#### 旧制度適用社員の退職
- 泉武志（元専務取締役）
- 小城まさひろ（初代KBCラジオ・チャリティ・ミュージックソンメインランナー）
- 1956年 奈良和（ - 1959年、後に日本教育テレビ、弟は元TBSアナウンサーの奈良陽）
- 1957年 長谷川弘志（元KBCメディア社長）
- 1958年
  - 神田秀一（ - 1961年、日本教育テレビに移籍。アナウンサー、報道記者、『ニュースステーション』天気キャスターなどを務め、退職。現在は皇室ジャーナリスト、桜美林大学講師）
  - 佐野真由美（関西テレビ → テレビ東京。定年退職後も同局の番組に出演していた）
- 1962年 松井伸一（ - 1993年、ナビゲーター）
- 1963年 柳原緑（ - 1978年、その後はラテ双方の制作や、常務取締役編成局長を歴任）
- 1972年 上野敏子（ローカルタレント）
- 1978年
  - 後庵継丸（フリー）
  - 芦間恵子
  - 富田薫
  - 久村洋子（ - 2021年）
- 1980年
  - 和田安生
  - 山本栄子
  - 沢田幸二※（ - 2025年3月、元役員待遇エグゼクティブアナウンサー、現KBC専属パーソナリティ）
  - 奥田智子※（ - 2025年6月、元エキスパートシニアアナウンサー）
- 1982年 月俣幸三※
- 1983年 師岡正雄（ - 1993年、ニッポン放送 → フリー）[46]
- 1987年 安陪利美（ - 1990年）
- 1989年 大岡千嘉子（ - 1991年）
- 1992年 草柳悟堂（ - 2006年、琉球朝日放送報道部）
- 1994年 加藤暁（ - 2002年、フリー）
- 1996年 速水真智子
- 1997年
  - 高島宗一郎（ - 2010年、第35代福岡市長）
  - 田崎日加理（ - 2006年、フリー）
- 1998年
  - 伊藤有里子（フリー）
  - 浜田しのぶ（ - 2007年、後にKBCメディア所属）
- 2001年 岩淵梢（ - 2006年、ライムライト所属）
- 間島栄一（元チーフアナウンサー）
- 永田時彦（後に山口朝日放送常務取締役報道制作局長）
- 近藤久夫（元ANNボン支局長、後に大分朝日放送総務局長）
- 松田淳作※（元KBC放送アカデミー校長）
- 尾上真智子（1983年6月25日ユピテルレコード専属の演歌歌手として『八幡岬』でデビュー）
- 岩山淑子
- 小山田京子
- 田上悌三
- 今地正幸
- 渡久山巌
- 小城慶一
- 山崎秀爾※
- 沢津橋忠
- 黒岩香
- 粕谷孝
- 藤本嘉彦
- 池田正雄
- 臼井康博
- 猪熊淑子
- 大野恵治
- 長井豊
- 井手野純也
- 今村洋子
- 森部聡子
- 小宮山登志子
- 石川友子
- 西村希代子
- 西村淳子
- 田中直美
- 植村雅子
- 荒木綏子
- 矢野京子
- 田中美紀子
- 阪井皆子
- 中村敏子
- 長井みな子
- 大塚苑
- 平田美和子

#### 新制度適用社員
★は契約期間満了に伴う退職。
- 2006年 柴田恵理（ - 2008年10月。現松田宣浩夫人）
- 2007年 ★宮島咲良（ - 2010年3月。現ワタナベエンターテインメント所属）
- 2008年 ★長﨑真友子（ - 2011年3月。現フリー・女優）
- 2009年
  - 合田倫子（ - 同年7月。元メ〜テレ。後にテレビ朝日アスク）
  - 工藤悟（ - 2011年1月）
  - ★石木碧 ※9月入社。（ - 2012年3月。）
- 2010年 ★加納有沙（ - 2013年3月。 同年4月 - 2016年3月まで文化放送所属、現フリー）
- 2011年 ★石井しおり（ - 2014年3月。2015年4月 - 2018年4月まで北海道文化放送アナウンサー、同年5月からシグマ・セブンe所属）
- 2012年 ★吉田沙織（ - 2015年3月）
- 2013年 ★岩部見梨（ - 2016年3月。現フリー※いわぶ見梨名義）
- 2015年 ★増田優香子 ※5月入社（ - 2018年3月。元岩手めんこいテレビ→南日本放送）
- 2020年 松下由依（ - 2024年3月。現フリー）

## アナウンサー以外の主な出演者
- 赤塚亮太朗
- 秋本ゆかり
- 荒木貢（ニュースデスク　KBCニュースプラザ司会）
- 有吉保雅
- 壱岐一郎（ニュースデスク　KBCニュースプラザ初代司会）
- 池松美湖
- 石井裕二
- 石原良純
- 石山アンジュ
- 上野奈生
- 内村麻美
- 英太郎
- 太田江莉奈
- 岡本啓
- おすぎ
- 川島透
- こだま育則（こだマン）
- 小雪
- コンバット満
- 財津南美
- 斉藤ふみ
- 佐々木玄（はじめちゃん）
- 佐々木舞
- 佐藤栄作（気象予報士）
- ジェフ太郎
- 高橋徹郎※ラジオでは「スター高橋」
- 徳永玲子
- 若田部佳代（若田部健一夫人・旧姓徳丸、若田部遥（フジテレビ社員・元HKT48メンバーの母）
- トコ
- 戸谷満智子
- 中島浩二
- 中島つぐまさ
- 西田たかのり
- 西本美恵子
- 野中勇輔（メタルラック）
- 服部さやか
- 林さやか
- 原健太郎
- 原田愛子
- 原直子
- はらみき
- パンクブーブー
- 深町健二郎
- ボビー・ジュード
- まつおはるか
- 松下有菜（気象予報士、防災士）
- 松田宣浩
- 宮崎麻里英
- 宮田俊哉
- 武藤麻美
- 村仲皆美
- 山下七子
- 山田としあき
- 山本華世
- 横野英雄（ニュースデスク時代にKBCニュースプラザ司会→制作局長）

## 海外の提携放送局
- 韓国 釜山文化放送
- 中国 西安广播电视台
- 中国 天津海河メディアセンター（天津海河传媒中心）
- オーストラリア TVQ Channel 10
- パプアニューギニア NBC
- マレーシア Radio and Television of Malaysia

## その他

### 西部警察・全国縦断ロケ
1979年（昭和54年） - 1984年（昭和59年）にテレビ朝日系列で放送していた石原プロモーション制作のポリスアクションドラマ・西部警察では、PART-IとPART-IIIで2回福岡ロケを行った。ちなみに全国縦断ロケにおいて2回ロケをしたところは福岡だけである。PART-Ⅰでは、犯人グループが通信に使用している電波の周波数がKBCの放送電波の周波数に近く電波妨害を受けているという設定になっており、大門部長刑事、松田刑事、谷刑事がKBCに聞き込みに訪れるシーンの他、ひまわり号からのラジオ中継が妨害されるシーンが撮影された。PART-IIIでは、前編で博多どんたく港まつりが舞台となるのに合わせ、どんたくのイベントに石原裕次郎以下西部警察キャスト陣がゲスト出演し、続く後編では玄界灘の海上で漁船を爆破させた。なお石原裕次郎の13回忌に合わせた1999年（平成11年）の再放送に関しては、PART-I第88話「バスジャック」までの再放送にとどまった。また西部警察SPECIAL放送前にはローカル番組に舘ひろしがゲスト登場し、PART-IIIの福岡ロケの映像が一部紹介された。
また同じくテレビ朝日系列で放送していた石原プロモーション制作のポリスアクションドラマ・ゴリラ・警視庁捜査第8班（1989年（平成元年） - 1990年（平成2年））の福岡ロケの回（第10話「博多大追撃」）では、KBCが所有する報道用のヘリコプターを渡哲也演じる倉本班長に貸したシーンがある。

### 航空自衛隊練習機で激励会参加スクープ
1986年（昭和61年）10月25日、資料映像撮影のため訪れていた福岡空港で、同空港内にある航空自衛隊春日基地板付（飛行場）地区に同基地所属ではない、T-33練習機が多数飛来したのを目撃し、映像を収めた。練習機の多数飛来は福岡市内で行われた、全日空機雫石衝突事故の元教官に対しての激励会に参加する為、元教官の先輩・同僚・教え子らが練習機を「車代わり」に使用した事が判明、結果としてスクープとなった。

### 福岡県西方沖地震当時の放送体制
2005年（平成17年）3月20日日曜日に発生した福岡県西方沖地震当時は本社のある中央区でも震度6弱を観測。報道局の立札が横に大きく揺れ、本棚も一部、散乱した。更に周りが停電し、報道陣達はパニックに陥った。しかし大きな損傷はなく、緊急処置で報道センターも使用できる様になった。
テレビは『サンデープロジェクト』の11:00以降の内容を地震特番に切り替えて、40分に渡り地震情報に専念する。サンデープロジェクト終了後は11:50の『ANNニュース』でも地震関連ニュースを行い、数分間報道特別番組に当たった。ラジオは「財津和夫の人生ゲーム21」が終わった直後に地震ニュースを放送。11:00から天神パサージュ広場で行う予定だった「春のラジオフェスタ』の生放送を急遽中止し、宮本啓丞（九州朝日放送アナウンサー）をメインに地震特番を編成。地震情報、取材記者、リスナーからの情報を放送した（春のラジオフェスタのメインを務める予定だった和田安生、岩渕梢も地震の影響で即時帰社し、特番に参加した）。
この地震の影響で、局舎の横にある鉄塔（福岡タワー送信開始時まで福岡1チャンネルを送信していた）の先端部分が曲がり、自局はもとよりテレビ西日本など県内他局でもニュースとなった。この他、局のレコード室に所蔵していたCDやレコードの一部が破損、しばらく立入禁止となり、ラジオ放送を中心に影響が出た。
この地震以降、ラジオの生番組では頻繁に「福岡市中央区長浜1丁目からお送りしている…」とアナウンスする様になった。

### 2005年パ・リーグプレーオフ中継打ち切り後の対応
2005年（平成17年）10月15日土曜日、KBCはプレーオフ第2ステージ第3戦、福岡ソフトバンクホークス対千葉ロッテマリーンズの試合をローカルで生中継した。編成の都合上当初から放送時間の延長予定はなく、9回裏、ホークスの攻撃中（4点ビハインドで一死走者一塁の場面）で中継を終了。21時からテレビ朝日ネットの土曜ワイド劇場を放送した（BS朝日でも同時中継。試合終了まで放送）。しかし、急遽22時57分から23時まで（通常はKBCローカルの番組紹介番組「パックン!きょろぱく」の時間）ホークスの同点、サヨナラのシーン（録画）を放送した。

### 番組内容への福岡県の削除要請
2019年（令和元年）に福岡県が同局に対し、太平洋戦争中に県内の炭鉱で労務に就いた外国人捕虜に関する内容のラジオ番組の制作と放送を委託し、同局は同年8月に当該番組を放送した。ところが同県は、番組内容を公式ウェブサイトに保存・公開するにあたり、番組中のコメントに於いて「外国人の炭鉱労働者は強制連行された」とする書籍の一文の引用部分について「政府の主張と異なることを県が主張していると受け取られる」などの理由で削除を要請。番組側は拒否し、内容は削除されることなくウェブサイトに掲載された。

この件について、番組出演者の一人で俳優の中西和久が、福岡県弁護士会に対し人権救済を申し立て、同弁護士会は県に対し、県の削除要請について「公権力による、政治的表現内容に着目した規制」と判断した上で、番組の打ち切りもちらつかせつつ要請したことが「強度の萎縮効果を及ぼす」とし、番組は人権啓発が目的であり、県の公式見解が述べられる場でもないと指摘し、表現の自由を制約する公共的利益は無いと結論付け、県の行為は表現の自由を侵害しているとして、2023年（令和5年）12月14日に県に対し同様の行為を繰り返さないよう勧告した。

### 放送事故
- 2013年（平成25年）9月7日（土）、放送中に震度分布マップを誤放送。[要出典]
- 2014年（平成26年）10月19日（日）、午後8時49分44秒から1分間、緊急地震速報を誤送信。テレビ画面上部に「緊急地震速報　福岡北西沖で地震。強い揺れのおそれ福岡県・佐賀県」というテロップが表示された。KBCと気象情報の提供契約をしているウェザーニューズ社が10月19日に緊急地震速報の送出機器の交換作業を行い、交換後の動作確認中にテスト用の情報を誤って送出したのが原因[48][49]。

### 不祥事
- 2024年（令和6年）2月3日（土）、未明KBCで研修中の福岡県宇美町の男性職員が飲酒運転で警察に検挙された。男性職員は2023年4月よりKBCに人事交流で派遣されていて夕方の番組にの中継業務などを担当していた[50][51]。

### 備考
- 放送開始時刻は1988年（昭和63年）のロゴ変更までは午前6時半近く、また1994年（平成6年）頃までは午前6時近くと比較的遅い時刻に開始した。現在の放送開始時刻は基本的に午前4時53分である。（ただし、月曜から木曜は放送機器メンテナンス時間延長のため午前5時23分開始の日がある。）

- 略称ロゴは開局時は独自の書体でKBCと表記されたものであり、2代目は1970年（昭和45年）頃に制定され、1988年（昭和63年）まで長らく使用された。書体はゴシック体。現在でも、一部のアナログ放送の送信所・中継局では残存している。現行ロゴは1988年（昭和63年）に制定され、3代目。書体はKBCを特殊体にしたもので、Cの部分が角張っている（ウォーターマークや取材協力の表示などでも使われている。）。社名ロゴは開局から1988年（昭和63年）のロゴ変更までは独自の書体、1988年（昭和63年）のロゴ変更からは略称ロゴと同じ書体である。

- KBC自社制作分の字幕放送テロップはテレビ朝日と同じひよこ入りのデザインだが、黒縁を付けている。

- 2014年（平成26年）6月まではANN基幹局では数少ない、東芝製マスター設備を採用している局であったが、2014年（平成26年）6月にキー局であるテレビ朝日のマスター設備が東芝製に更新されたため、ANN基幹局のマスター設備の納入メーカーの割合が半々になった[注釈 37][要出典]。

- 在福テレビ局では唯一、レギュラーでのゴールデンタイムの自社制作番組を制作していなかったが、前述のように2019年（平成31年）1月から月1回で開始された。